# Winterton-on-Sea
Winterton-on-Sea è un villaggio e parrocchia civile dell'Inghilterra, appartenente alla contea del Norfolk.